# En stille død
En stille død er en dansk kortfilm fra 1997, der er instrueret af Jannik Johansen efter manuskript af ham selv og Søren Frellesen.

## Handling
Der er ikke megen udfordring i Toms liv. Han bor alene og arbejder for kommunen med at anmelde tomme lejligheder. Da han en dag mod alle regler lukker sig ind i en formodet tom lejlighed, ændres hans liv drastisk. I lejligheden dukker stripperen Sally pludselig op. Han tager hende med hjem. Men Sally har en mørk fortid og er på flugt for politiet.

## Medvirkende
- Lars Brygmann - Tom
- Sidse Babett Knudsen - Sally
- Ann Hjort
- Morten Lorentzen